# زاخاری کامونو
زاخاری کامونو (انگلیسی: Zacarias Kamwenho؛ زادهٔ ۵ سپتامبر ۱۹۳۴) کشیش کاتولیک اهل هوامبو، آنگولا است.

## فعالیت مذهبی
او در سال ۱۹۶۱به عنوان کشیش منصوب شد و پس از آن به معلمی در بلا ویستا، نوا لیسبون پرداخت و اکنون در هوامبو، آنگولا، در مجموع هشت سال فعالیت داشته، کامونو در سال ۱۹۷۰به عنوان نایب رئیس انتخاب گردید. پس از آن به عنوان رئیس مدرسه علمی بزرگ مسیح در نوالیسبون انتخاب شد، از ۲۶ اوت۱۹۷۴ به عنوان معاون کل اسقف نشین نوا لیسبون منصوب شد. وی در ۲۳ نوامبر۱۹۷۴ اسقف کلیسای کاتولیک رومی لوآندا شد. در ۱۰ اوت ۱۹۷۵ در سامبه. و در ۱۲ نوامبر ۱۹۹۵ وی نامزد اسقف اعظم لوبنگو، آنگولا با حق جانشینی شد و درنهایت در ۱۵ ژانویه ۱۹۹۷ اسقف اعظم شد و در ۲ فوریه ۱۹۹۷ این سمت را بر عهده گرفت. اما کامونو در ۷۵ سالگی در ۵ سپتامبر ۲۰۰۹ بازنشسته شد.
کامونهو ریاست کنفرانس اسقفی آنگولا و سائوتومه (CEAST) و کمیته جهانی صلح در آنگولا (COIEPA) را بر عهده داشت که در آوریل ۲۰۰۰تأسیس شد، وی CEAST کاتولیک، اتحاد انجیلی آنگولا (AEA) و شورای مسیحیان کلیساها در آنگولا (CICA) را گرد هم آورد.

## جایزه
کامونو یک اسقف اعظم و یک فعال صلح است، کامونو در سال ۲۰۰۲ نقش مهمی در پایان دادن به جنک داخلی آنگولا ایفا کرد، او نقش واسط را بین جنبش خلق برای آزادی آنگولا-حزب کار و یونیتا ایفا نمود و برای پیشرفت مذاکرات صلح تلاش کرد.  کامونو بعداً در سال ۲۰۰۱ به خاطر نقشی که در مذاکرات صلح داشت جایزه ساخاروف را از طرف اتحادیه اروپا برای آزادی اندیشه دریافت نمود.